# Qinghai Nanshan
Qinghai Nanshan (kinesiska: 青海南山) är en bergskedja i Kina. Den ligger i provinsen Qinghai, i den nordvästra delen av landet, omkring 110 kilometer väster om provinshuvudstaden Xining.
Genomsnittlig årsnederbörd är 410 millimeter. Den regnigaste månaden är juli, med i genomsnitt 100 mm nederbörd, och den torraste är januari, med 3 mm nederbörd.